# István Farkas

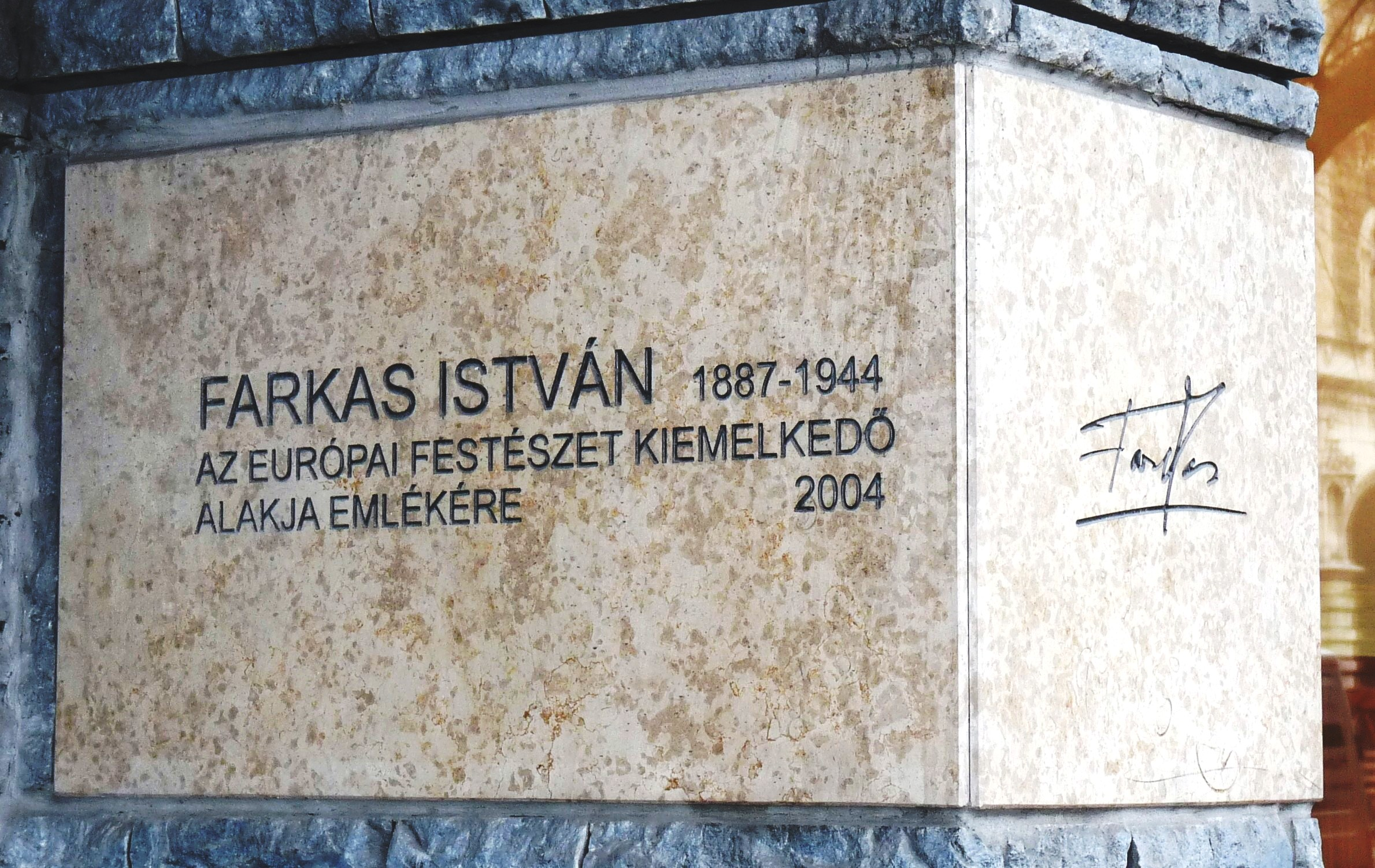
Gedenktafel in der Andrássy út 16

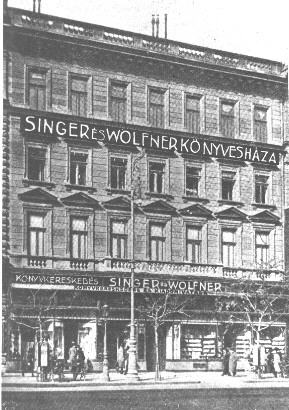
Buchhandlung Singer és Wolfner in der Andrássy út 16 (1912)

István Farkas (* 20. Oktober 1887 in Budapest; † Juli 1944 im KZ Auschwitz-Birkenau) war ein ungarischer Maler, Verleger und Opfer des Holocaust.

## Leben
István Wolfners Vater József Wolfner (1856–1932) war Gründer des Zeitschriften- und Buchverlags „Singer és Wolfner Kiadása“. Istváns Mutter Anna Goldberger starb bereits, als er fünf Jahre alt war. Wolfner litt unter seinem übermächtigen Vater, der nebenher auch ein Kunstsammler war. Wolfner magyarisierte seinen Namen zu Farkas.
Sein künstlerischer Lehrer war in Budapest zunächst der Maler László Mednyánszky. Nach einer Ausbildung bei den Malern der Künstlerkolonie Nagybánya zog er 1912 nach Paris, kam in die Malerkreise der Kubisten der Académie de La Palette und schloss Freundschaft mit André Salmon, der später eine Monografie über ihn schrieb. 1914 wurde er als österreichisch-ungarischer Leutnant Teilnehmer am Ersten Weltkrieg und geriet in italienische Kriegsgefangenschaft.
1923 traf er Ida Kohner (1895–1944) im Atelier von Adolf Fényes und hatte nach der Heirat 1925 mit ihr vier Kinder. Seine erste Einzelausstellung hatte Farkas 1924 mit 117 Bildern im Ernst-Museum. Im November 1925 übersiedelte Farkas nach Paris, wo er Teil der Künstlerszene im Café de la Rotonde am Montparnasse wurde, Einzelausstellungen, auch in Belgien, hatte, und seine Werke gekauft wurden. Als sein Vater 1932 starb, musste er als Alleinerbe die Firmenleitung in Budapest übernehmen und publizierte mit dem konservativen Verlag nun auch progressive Werke. Er behielt sein Pariser Atelier noch bei, malte auch dort weiterhin, trotz der Beanspruchung als Generaldirektor der Új Idök Kft, und hatte im Ernst-Museum 1932 und 1936 zwei große Ausstellungen.
Als das Horthy-Regime 1939 die antisemitische Gesetzgebung, die bereits 1919 eingesetzt hatte, verschärfte, erwartete sich Farkas als Jude den geschützten Status eines dekorierten Kriegsteilnehmers und Offiziers. Noch 1943 organisierte er eine Ausstellung in der Galerie Tamás, der Katalog enthielt ein Vorwort von Ernő Kállai. Auch sein französischer Koeditor François Gachot, mit dem er Bücher über József Rippl-Rónai, Tivadar Kosztka Csontváry und Béni Ferenczy veröffentlicht hatte, riet ihm nun dringend zur Ausreise aus Ungarn.
Nach der deutschen Besetzung Ungarns im März 1944 organisierte das Eichmann-Kommando gemeinsam mit den ungarischen Behörden die Ghettoisierung und Deportation der ungarischen Juden nach Auschwitz, beginnend in der ungarischen Provinz. Nun wurde Farkas nochmals durch den Bildhauer Pál Pátzay zur Flucht aufgefordert, Farkas aber zögerte und resignierte. In Budapest wurde er am 15. April 1944 in einer Gruppe von 45 jüdischen Journalisten und Publizisten, darunter Redakteure des Pester Lloyd, verhaftet und im Lager in Kistarcsa ghettoisiert. Farkas wurde nach Auschwitz deportiert und dort vergast. Aus der Zwischenstation Kecskemét war noch ein Brief geschmuggelt worden, aus dem seine Resignation klang:
Wenn die menschliche Würde so gedemütigt wird, ist es nicht mehr wert, weiterzuleben.
Nach dem Krieg wurde seine Wohnung in der Aradi utca von der russischen Besatzungsmacht beschlagnahmt, seine Villa in Szigliget wurde verstaatlicht.
Heute ist die Villa "Farkas" wieder Privatbesitz und wurde umbenannt. In der Villa Kabala [villakabala.hu] wird ein Nobelrestaurant geführt.
1997 wurde Farkas’ Porträt von Dezső Szomory Teil der Umschlaggestaltung der Erstausgabe von Imre Kertész’ Roman Valaki más, und Farkas wurde dadurch wieder einer größeren Öffentlichkeit bekannt.

## Schriften
- A levegő titánjai, Budapest : Centrum, 1942